# Овсянки-инки
Овсянки-инки (лат. Incaspiza) — род воробьиных птиц из семейства танагровых, ранее помещавшийся в семейство овсянковых. Все входящие в род виды являются эндемиками Перу, они населяют пустынную местность на севере и в центре страны.

## Описание
Общими чертами этих птиц являются остроконечный оранжево-желтый клюв, преимущественно серые голова и грудь.

## Классификация
На январь 2023 года в род включают 5 видов:
- Incaspiza laeta (Salvin, 1895) — Золотоклювая овсянка-инка
- Incaspiza ortizi Zimmer, 1952 — Серокрылая овсянка-инка
- Incaspiza personata (Salvin, 1895) — Чернолобая овсянка-инка
- Incaspiza pulchra (P. L. Sclater, 1886) — Большая овсянка-инка
- Incaspiza watkinsi Chapman, 1925 — Малая овсянка-инка